# Patrick Staudacher
Patrick Staudacher, né le 29 avril 1980 à Vipiteno, Italie, est un skieur alpin italien. N'ayant jamais remporté la moindre épreuve en Coupe du monde, il crée la surprise en devenant champion du monde de super-G en 2007 à Åre.

## Biographie
Il prend part à des compétitions officielles internationales à partir de la saison 1995-1996. Deux ans plus tard, il signe ses premiers succès, dont au championnat d'Italie junior en slalom géant. Il commence alors à se spécialiser sur les épreuves de vitesse, du fait d'une blessure au genou.
Staudacher fait ses débuts dans la Coupe d'Europe en décembre 1998. En 2000, pour son ultime participation aux Championnats du monde junior, il se classe trois fois dans le top dix, dont cinquième au super G.
En décembre 2000, il est au départ pour la première fois d'une course de Coupe du monde, sur la descente de Val d'Isère. Il remporte plus tard dans l'hiver son premier titre de champion d'Italie chez les séniors sur le super G. C'est aussi en super G que Staudacher marque ses premiers points dans la Coupe du monde avec une 29e position à Val d'Isère. De même en Coupe d'Europe, il passe un cap, montant sur quatre podiums cet hiver.
En 2002, il reçoit sa première sélection pour un événement majeur à l'occasion des Jeux olympiques de Salt Lake City. Il y est 18e du super G et notamment septième du combiné, où il signe le troisième temps de la descente.
L'Italien alterne pendant plusieurs saisons voyages entre des étapes de Coupe d'Europe et de Coupe du monde, où ses résultats ne lui permettent pas d'être sélectionné aux Championnats du monde en 2003 et 2005, où il signe son premier top 15 à Garmisch-Partenkirchen. L'hiver suivant, en amont des Jeux olympiques qui ont lieu dans son pays à Turin, il signe son premier top dix dans l'élite avec une neuvième place au super G de Beaver Creek. Neuvième est aussi la place qu'il occupe à l'issue de la descente des Jeux olympiques, tandis qu'il est 18e en super G et ne termine pas le slalom du combiné. En 2006-2007, ses résultats s'améliorent encore, l'Italien enchaînant notamment trois top dix dans la Coupe du monde au mois de décembre, dont une cinquième place à la descente de Bormio. En janvier, il doit se faire opérer à l'œil, mais est apte à concourir aux Championnats du monde à Åre, où pour sa première course sur un mondial, où avec son dossard 12, il surprend tous ses adversaires en remportant la médaille d'or sur le super G, 32 centièmes devant Fritz Strobl et 62 centièmes devant Bruno Kernen, pour devenir le premier italien champion du monde dans cette discipline et de ski alpin depuis Alberto Tomba en 1996. Il avait fait une chute il y a dix jours, mais grâce à un déplacement de la course de quelques jours, il a pu mieux récupérer.
En 2008, il est proche de nouveau de finir sur le podium en Coupe du monde, terminant quatrième au super G de Whistler.
Aux Championnats du monde 2009, l'Italien ne reproduit pas son exploit d'il y a deux ans, échouant au 17e rang en super G et au 18e en super-combiné. En 2009, il s'impose néanmoins sur une première course de Coupe d'Europe à Sarntal (descente).
En 2009-2010, il reste typique dans ses résultats avec des hauts et des bas, mais parvient enfin à monter sur un podium de Coupe du monde en accrochant la troisième place au super G, à 17 centièmes du vainqueur Aksel Lund Svindal, numéro un mondial. Staudacher prend part ensuite aux Jeux olympiques de Vancouver, où il collecte son troisième top dix en trois participations avec une septième place au super G.
Pour conclure la saison 2010, il réalise le doublé aux Championnats d'Italie, gagnant la descente et le super G.
En 2011, ses performances se dégradent immédiatement et ne peut faire mieux que 17e à Hinterstoder. Staudacher prend sa retraite au cours de la saison 2012-2013, ne parvenant plus à concurrencer les meilleurs.
En dehors du sport, il est musicien dans un groupe de rock, appelé Rockemon.

## Palmarès

### Jeux olympiques
| Épreuve / Édition | Salt Lake City 2002 | Turin 2006 | Vancouver 2010 |
| Descente          | -                   | 9e         | 35e            |
| Super G           | 18e                 | 17e        | 7e             |
| Combiné           | 7e                  | Abandon    | -              |

### Championnats du monde
| Épreuve / Édition | Åre 2007 | Val d'Isère 2009 |
| Descente          | 32e      | -                |
| Super G           | Or       | 17e              |
| Combiné           | 18e      | -                |

### Coupe du monde
- Meilleur classement général : 36e en 2007 et 2010.
- 1 podium (en super G).

#### Classements en Coupe du monde
| Année/Classement | Année/Classement | Général | Général | Descente | Descente | Super G | Super G | Slalom géant | Slalom géant | Slalom | Slalom | Combiné | Combiné |
| ---------------- | ---------------- | ------- | ------- | -------- | -------- | ------- | ------- | ------------ | ------------ | ------ | ------ | ------- | ------- |
| Année/Classement | Année/Classement | Class.  | Points  | Class.   | Points   | Class.  | Points  | Class.       | Points       | Class. | Points | Class.  | Points  |
| 2002             | 2002             | 135e    | 7       | 55e      | 4        | 47e     | 3       | -            | -            | -      | -      | -       | -       |
| 2003             | 2003             | 143e    | 6       | -        | -        | 53e     | 6       | -            | -            | -      | -      | -       | -       |
| 2004             | 2004             | 105e    | 24      | 51e      | 7        | 34e     | 17      | -            | -            | -      | -      | -       | -       |
| 2005             | 2005             | 74e     | 67      | 43e      | 21       | 29e     | 46      | -            | -            | -      | -      | -       | -       |
| 2006             | 2006             | 65e     | 99      | 47e      | 12       | 26e     | 49      | -            | -            | -      | -      | 17e     | 38      |
| 2007             | 2007             | 36e     | 256     | 20e      | 177      | 26e     | 40      | -            | -            | -      | -      | 24e     | 39      |
| 2008             | 2008             | 38e     | 250     | 34e      | 42       | 13e     | 157     | -            | -            | -      | -      | 21e     | 51      |
| 2009             | 2009             | 62e     | 95      | 45e      | 11       | 22e     | 52      | -            | -            | -      | -      | 22e     | 32      |
| 2010             | 2010             | 36e     | 212     | 31e      | 51       | 10e     | 159     | -            | -            | -      | -      | 46e     | 2       |
| 2011             | 2011             | 120e    | 21      | -        | -        | 39e     | 21      | -            | -            | -      | -      | -       | -       |

### Coupe d'Europe
- 3e du classement du super G en 2005.
- 10 podiums, dont 1 victoire.

### Championnats d'Italie
- Vainqueur en super G en 2001, 2005 et 2010.
- Vainqueur en descente en 2010.